# Апостол Матфий
Не путать с апостолом Левием Матфеем
Апостол Матфий (др.-греч. Μαθθιας, Ματθιας лат. Matthias, от др.-евр. מַתִּתְיָהוּ‬ Mattiṯyāhū — «дар Яхве (Бога)»; «Божий человек») — один из учеников Иисуса Христа, по жребию занявший место среди двенадцати апостолов вместо отпавшего Иуды Искариота.

## Жизнеописание
Единственный раз имя Матфия упоминается в книге Деяния святых апостолов:

И в те дни Пётр, став посреди учеников, сказал: …надобно, чтобы один из тех, которые находились с нами во всё время, когда пребывал и обращался с нами Господь Иисус, начиная от крещения Иоаннова до того дня, в который Он вознёсся от нас, был вместе с нами свидетелем воскресения Его. И поставили двоих: Иосифа, называемого Варсавою, который прозван Иустом, и Матфия; и помолились и сказали: Ты, Господи, Сердцеведец всех, покажи из сих двоих одного, которого Ты избрал принять жребий сего служения и Апостольства, от которого отпал Иуда, чтобы идти в своё место. И бросили о них жребий, и выпал жребий Матфию, и он сопричислен к одиннадцати Апостолам.
— Деян. 1:15—26
Остальные сведения о нём известны из составленных позднее житий. Согласно житию апостола, написанному Димитрием Ростовским, Матфий родился в Вифлееме, происходил из колена Иудина и с раннего детства изучал Закон Божий под руководством Симеона Богоприимца. До избрания в число двенадцати апостолов Матфий был одним из семидесяти учеников Иисуса, о которых сказано в Лк. 10:1. После избрания по жребию вместе с остальными апостолами был при сошествии Святого Духа и затем проповедовал в Иерусалиме и в Иудее вместе с прочими апостолами (Деян. 6:2, 8:14). Житие приписывает ему чудотворения, исцеления больных, очищение прокажённых, воскрешение умерших, экзорцизм.
Согласно другому житию, из Иерусалима с апостолами Петром и Андреем ходил в Антиохию Сирийскую, был в каппадокийском городе Тиане и в Синопе. Здесь апостола Матфия заключили в темницу, из которой он был чудесно освобождён апостолом Андреем. После этого апостол Матфий путешествовал в Амасию, город на берегу Понта. Во время 3-го путешествия апостола Андрея святой Матфий был с ним в Эдессе и Севастии.

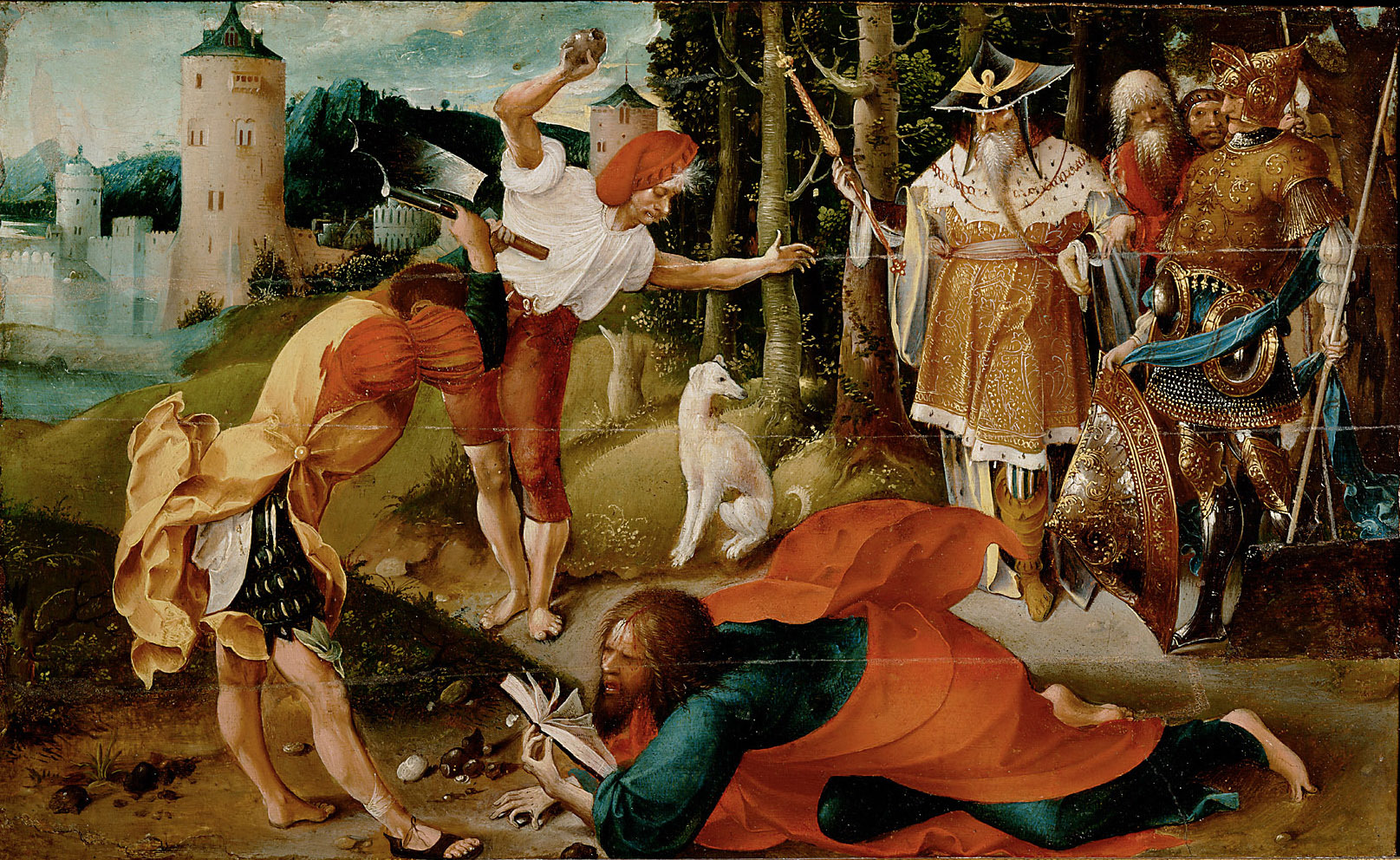
Ян де Беер. Мученичество святого Матфия, 1530—1535.

По церковному преданию, он был с проповедью в Эфиопии Понтийской (нынешняя Западная Грузия), Македонии, многократно подвергаясь смертельной опасности. Однажды язычники заставили апостола выпить отравленное питьё, но Матфий остался жив и исцелил других узников, ослепших от этого питья. Затем Матфий вернулся в Иудею и там продолжил свою проповедь. За проповедь христианства Матфий был осуждён синедрионом на смерть и побит камнями. Однако согласно другим сведениям, апостола Матфия распяли на кресте. Смерть Матфия относят к 63 году.
Мощи Матфия, по преданию, перенесённые в Германию императрицей Еленой, находятся в Трире (в римскую эпоху одна из императорских резиденций) в крипте храма Святого Матфия в аббатстве Святого Матфия. Также мощи апостола Матфия имеются в базилике Санта-Мария-Маджоре в Риме.

## Почитание
Память апостола Матфия совершается:
- в Православной церкви: 9 (22) августа и 30 июня (13 июля) (Собор двенадцати апостолов);
- в Католической и Англиканской церквях: 14 мая.